# Витисияха
Витисияха (в верховье Нгарка-Витисияха; устар. Витиси-Яха) — река в России, протекает по Ямало-Ненецкому АО. Устье реки находится в 11 км по левому берегу реки Нямсайяха. Длина реки составляет 26 км.

## Данные водного реестра
По данным государственного водного реестра России относится к Нижнеобскому бассейновому округу, водохозяйственный участок реки — Надым. Речной бассейн реки — Надым.
Код объекта в государственном водном реестре — 15030000112115300048672.